# Károly Róbert Szakképző Iskola
A Magyar Máltai Szeretetszolgálat Károly Róbert Kereskedelmi, Vendéglátóipari, Közgazdasági, Idegenforgalmi Szakközépiskola és Szakiskola Gyöngyös középiskoláinak egyike. 
Az iskolát 1954-ben alapították Kereskedő Tanulóiskola néven. 1986-ban elnyerte „az év iskolája” címet. 1989-ben országosan elismertté tette az iskolát a kereskedelmi integrált képzés oktatási dokumentumainak, tanterveinek kidolgozása, országos bevezetése. 
Újabb mérföldkő volt az iskola történetében az Európai Unió 1995. évi, majd 1998. évi PHARE pályázatán való sikeres részvétel.
2000-ben az iskola megyei fenntartás alá került s még ebben az évben felvette a Károly Róbert nevet. 2005-2009 között az MPA képzési alaprész decentralizált keretéből sikeres pályázatokkal fejlesztette a kereskedelmi és vendéglátóipari szakképzést. 2003-tól sikeres Leonardo pályázatok keretében évente kb. 30 tanuló külföldi 1 hónapos szakmai gyakorlaton vehet részt 7 országban. 2008. szeptember 1-jén került a Pro Caroberto Nonprofit Kiemelkedően Közhasznú Kft. fenntartása alá. Az ÖSSZEFOGÁS-TISZK tagiskolájaként 2009-2012 időszakban sikeres TIOP és TÁMOP pályázatokban tárgyi feltételeinek javítása mellett széles körű tananyagfejlesztésben vett részt. 2012. szeptember 1-től az iskola új fenntartója a Magyar Máltai Szeretetszolgálat által létrehozott, Magyar Máltai Szeretetszolgálat Iskola Alapítvány.
Az intézményben érettségire felkészítő szakközépiskolai és szakmunkás bizonyítvány megszerzésére felkészítő szakiskolai valamint érettségi utáni szakképzés folyik.

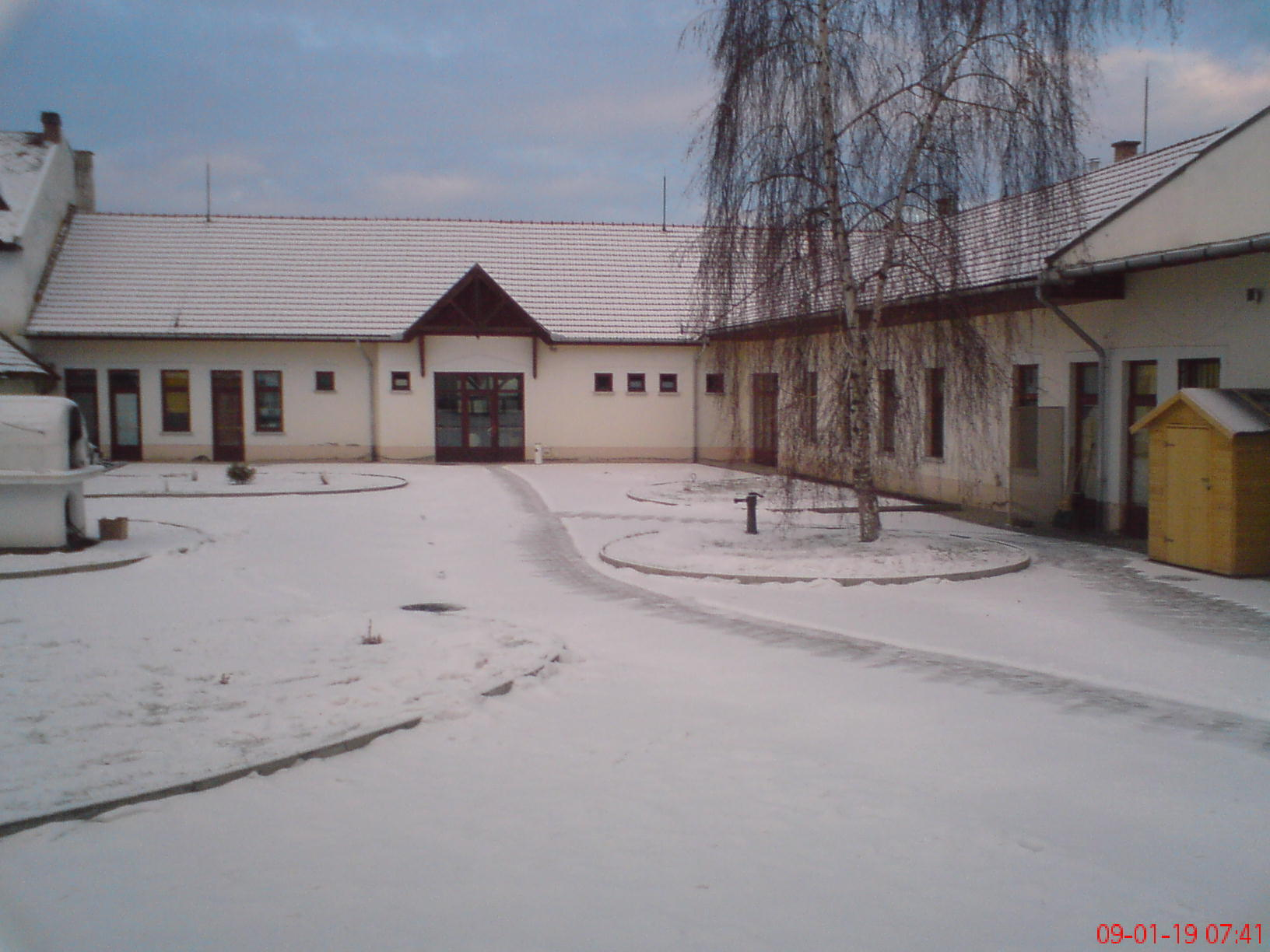
Az iskola tanétterme